# Горшенёв, Алексей Юрьевич
Алексей Ю́рьевич Горшенёв (род. 3 октября 1975, Биробиджан, Еврейская АО), — российский рок-музыкант, поэт, композитор, вокалист рок-группы «Кукрыниксы», основатель группы «Горшенёв» (2019 год), в прошлом — барабанщик панк-групп «Вибратор» и «Король и Шут» (временно). Младший брат основного участника панк-рок группы «Король и Шут» Михаила Горшенёва.

## Биография
Родился 3 октября 1975 года в Биробиджане, Еврейской АО в семье майора погранвойск Юрия Михайловича Горшенёва (15 января 1951 — 30 августа 2013) и его супруги Татьяны Ивановны (род. 5 сентября 1950). Из-за профессии отца семье приходилось часто переезжать, в основном жили на Дальнем Востоке. После окончания колледжа «Станкоэлектрон» стал барабанщиком группы «Король и Шут», в которой старший брат Алексея, Михаил Горшенёв, был вокалистом. После службы в армии основал группу «Кукрыниксы». Текст многих песен группы и их музыка созданы Алексеем. В 2013—2014 годах принимал участие в съёмках фильма «В активном поиске», исполнив роль Злодея.
В 2018 году после распада группы «Кукрыниксы» принял решение об основании нового проекта под названием «Горшенев». В поддержку группы были выпущены синглы «Имена» и «Царь зверей», информационным партнёром выступило «Наше радио», где проходили премьеры синглов. К участию в группе приглашены барабанщик «Кукрыниксов» Михаил Фомин и гитарист группы «Джейн Эйр» Сергей Григорьев. Уже в начале 2019 года первая работа коллектива «Имена» попадает в «Чартову дюжину» (хит парад «Нашего радио») и вскоре занимает там первое место. Первый концерт группы под названием «Горшенев. Начало» состоялся 14 апреля 2019 года.
С 2021 года группа «Северный флот», состоящая из бывших музыкантов «Короля и Шута», при участии Алексея Горшенёва проводит концертный тур TODD, основанный на одноимённых альбомах и рок-мюзикле группы «Король и Шут».
2 марта 2023 года на «Кинопоиске» вышел игровой сериал о группе «Король и Шут». Роль молодого Алексея Горшенёва исполнил его сын — Кирилл. Сам Алексей вместе со своей женой Аллой снялись в одном из эпизодов сериала. Кроме того Алексей Горшенёв является композитором сериала и исполнил некоторые фрагменты песен брата.
19 июля вышел инструментальный альбом Алексея Горшенёва «Посвящение», представляющий собой расширенные версии композиций, прозвучащих в сериале. Альбом посвящён брату Алексея Михаилу и их отцу Юрию Михайловичу Горшенёву, которых не стало в 2013 году. Музыкальный критик Денис Ступников для портала km.ru дал рецензию на альбом.
7 августа вышла вторая часть саундтрека сериала, для которого Алексей Горшенёв записал 5 кавер-версий песен «КиШа»: «Ели мясо мужики», инструментальные версии «Лесника» и «Вдовы и Горбуна», «Забытые ботинки» и «Прыгну со скалы».

## Цитаты
Я всегда ловил себя на мысли, что мне всегда хочется писать музыку. Вот я сижу здесь и дай мне сейчас какой-нибудь музыкальный инструмент, допустим, гитару, я бы сейчас что-нибудь накидал, какие-то отрывки. Мелодии даются мне в принципе легко. Музыка прёт, с текстами немножко посложнее. Здесь нужна концептуальность, здесь нужно думать, нужно давить. Я же ещё и рассказы пишу, поэтому для меня есть ещё и иной выход из этой ситуации, то есть накопилась в голове какая-то информация, её нужно куда-то девать. Главное, чтобы эта информация была правильная, интересная и более-менее честная. Могут быть музыкой и мои рассказы — это для кого как.
У меня всегда была мечта делать что-то своё личное интересное. Я даже толком не умел на гитаре-то играть. У нас с Михой была общая гитара, между нашими кроватями стоявшая. Я сам брал и подбирал, выдумывал аккорды. Меня никогда этому никто не учил, я делал это потому, что мне было просто интересно.

## Дискография

### Король и Шут
- Истинный убийца (1993)
- TODD — «Акт 1. Праздник крови» (2011), композитор трека «Добрые люди» и «Акт 2. На краю» (2012), композитор 4 треков.
- рок-мюзикл «TODD» (с 2012, композитор)
- сериал «Король и Шут» (2023), композитор, часть вокальных партий
  - продюсер первой части саундтрек-альбома
  - для второй части записал 4 кавер-версии песен группы

### Кукрыниксы
- «Кукрыниксы» (1999, переиздан в 2003)
- «Раскрашенная душа» (2002)
- «Столкновение» (2004)
- «Фаворит Солнца» (2005)
- «Шаман» (2006)
- «XXX» (2007)
- «Всадники Света» (2010)
- «Myself» (2012)
- «Артист» (2016)

### Сольно
- «Душа поэта» (2012)
- «Смерть поэта» (2013)
- «Посвящение» (2023, инструментальный), саундтрек к сериалу «Король и Шут»
- сериал «Король и Шут. Официальный саундтрек. Часть 2» (2023)
- «Калининград» (2022)

### Проект «Горшенёв»
- «Крутится карусель» (сингл, 2019)[10]
- «Рождённый быть звездой» (сингл, 2019)
- «Имена» (сингл, 2019)
- «Звёздный мусор» (альбом, 2020)
- «Фауст» — Первая часть «Малый свет» (альбом, 2022)
- «Кукрыниксы. Наследие (Концерт с симфоническим оркестром)» (2024)
- «Дыхание» (мини-альбом, 2024)

## Песни с участием Алексея Горшенёва
- «Попса» (кавер-версия одноимённой песни группы Бригадный подряд, записанная объединением петербургских музыкантов под названием «Рок-группа». Состав: Юрий Шевчук, Александр Конвисер, Алексей Горшенёв, Михаил Горшенёв, Андрей Князев, Илья Чёрт, Александр Чернецкий) (2003)
- «Большой питерский блюз» (объединение петербургских музыкантов под названием «Рок-группа». Состав: Пилот, Алексей Горшенёв, Александр Чернецкий, Ксения Ермакова и другие) (2003)
- «Раны земли» (вместе с группой «Декабрь») (2005)
- «Свадьба» (песня Муслима Магомаева, исполнена совместно с Алёной Апиной в передаче Неголубой огонёк) (2005)
- «Куда ты смотришь?» (объединение петербургских музыкантов под названием «Рок-группа») (2003)
- «По тротуарам» (вместе с группой «Лица») (2006)
- «Сердце стучит» (вместе с группой «Красавица & ЧудовищА»)
- «Корабли» (вместе с группой «Бригадный подряд» и Ильёй Чёртом)
- «Новогодняя» (вместе с группами «Бригадный подряд» и «Декабрь») (2009)
- «За горизонт» (вместе с группой «Mallory»)
- «Чёрный ворон» (проект «Соль» на Нашем Радио)
- «Падение» (вместе с Хелависой)
- «Ты для меня» (вместе с Евгенией Рыбаковой)
- «Акварели» (вместе с Евгенией Рыбаковой)
- «Питер Рок-Н-Ролл» (вместе с группами «Бригадный подряд», «Пилот», «Король и Шут»)
- «Другие герои» (кавер-версия одноимённой песни группы «Чёрный обелиск». Должна войти в кавер-альбом группы «Кукрыниксы», где, помимо того, будут песни «Смутные дни» (группы «Пикник»), «Сказка» (группы «Кино») и «Баллада об уходе в рай» (Владимир Высоцкий). При почти идентичной оригиналу инструментальной части песни, вокал Алексея придаёт композиции истинно[источник не указан 3116 дней] постпанковое звучание.)
- «Боль» (вместе с группой «КняZz») (2014)
- «Без меня» (вместе с группой «КняZz») (песня группы «Гражданская Оборона», исполнена на «Чартовой дюжине») (2014)
- «Пьяный разговор» (участие в рок-опере «Сокровище Энии» группы «Эпидемия»)[11]
- «Проклятье бесконечных лет» (участие в рок-опере «Легенда Ксентарона» группы «Эпидемия»)[12]
- «Засада» (вместе с Растич (сайд-проект Саши Растича из 7раса) и thewalkingicon)(2021)[13]
- «Когда тонет любовь» (вместе с московской группой «ХимерА»)(2022)
- «Огненная Вендетта» (вместе с группой «Ангел-Хранитель») (2022)
- «Куклы» (вместе с петербургской группой «ШардаМ») (2024)

## Семья
- Горшенёв, Юрий Михайлович (1951—2013) — отец, майор пограничных войск, сотрудник КГБ. Скончался 30 августа 2013 года от инфаркта спустя 41 день после смерти старшего сына.
- Горшенёва, Татьяна Ивановна (род. 1950) — мать.
- Горшенёв, Михаил Юрьевич (1973—2013) — брат, один из основателей, вокалист и композитор группы «Король и Шут».
  - Горшенёва (Крючкова), Анфиса Сергеевна (1978—2009) — невестка.
  - Горшенёва (Шаботова), Ольга (род. 1980) — невестка.
    - Горшенёва, Александра Михайловна (род. 2009) — племянница.
    - Горшенёва (Шаботова), Анастасия (род. 1999) - падчерица брата.
- Горшенёва, Алла (род. 1974) — супруга.
  - Горшенёв, Кирилл Алексеевич (род. 2001) — сын.